# Leptogenys mactans
Leptogenys mactans är en myrart som beskrevs av Bolton 1975. Leptogenys mactans ingår i släktet Leptogenys och familjen myror. Inga underarter finns listade i Catalogue of Life.